# Revolució Taronja

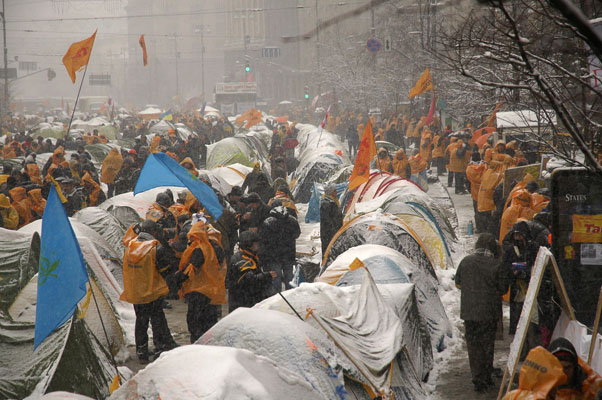
Per a defensar els seus drets democràtics, van viatjar a la capital centenars de milers d'ucraïnesos de tot el país, protestant al carrer al fred de l'hivern.

La «Revolució Taronja» (ucraïnès: Помаранчева революція, transcrit: Pomaràntxeva revoliútsia) és el nom amb què es coneix la revolució de color a favor dels drets democràtics, consistent en una sèrie de protestes i manifestacions que es van dur a terme a Ucraïna de novembre del 2004 a gener del 2005 després d'unes eleccions presidencials fraudulentes. Les protestes van tenir lloc per tot el país, i en particular a la capital, Kíiv, i només és comparable a la que es va viure l'any 1991 quan la Unió Soviètica va declarar la seva independència.
Les protestes van ser atiades per informes de nombrosos comissaris nacionals i estrangers, així com la percepció popular que els resultats de la primera votació del 21 de novembre del 2004 entre els candidats Víktor Iúsxenko i Víktor Ianukòvitx havien estat manipulats per les autoritats a favor del segon. L'èxit de les protestes va raure en l'anul·lació de la primera votació i l'ordre de repetir-la el 26 de desembre del 2004 del Tribunal Superior de Justícia d'Ucraïna. La segona votació es va fer sota una forta vigilància d'observadors nacionals i internacionals, i va ser considerada "justa i lliure". Els resultats finals van mostrar una clara victòria de Iúsxenko, amb un 52% dels vots, front a el 44% de Ianukòvitx. Iúsxenko va ser declarat oficialment guanyador i, amb la seva proclama com a president a Kíiv el 23 de gener del 2005, va acabar la «Revolució Taronja».
Per entendre el conflicte és important conèixer la divisió de la societat en dos grups clarament diferenciats, per una banda la zona oest, partidaris d'en Víktor Iúsxenko, antirrussos, catòlics i nacionalistes, i per l'altre els partidaris d'en Víktor Ianukòvitx, russòfons, prorussos i ortodoxos, situats a l'est del país.
Les protestes es van iniciar tan bon punt va començar a circular la notícia que, contra tots els pronòstics, hauria guanyat el candidat pro-rus Ianukòvitx. Aquesta informació va ser reafirmada posteriorment per la junta electoral central, que li atorgava un 49,46% dels vots, enfront del 46,61% del seu rival. Milers de persones van prendre els carrers de Kíiv en protesta pels que ells consideraven un frau electoral, aquestes sospites van anar creixent després que diferents observadors internacionals denunciessin irregularitats en els comicis, els EUA les va declarar il·legítimes, i la Unió Europea va expressar les seves reserves sobre la validesa de les eleccions. En canvi, el president rus Vladímir Putin va ser el primer líder mundial a reconèixer Ianukòvitx com a president legítim d'Ucraïna, ja que aquest candidat s'havia declarat partidari de la integració amb Rússia.
El punt màxim de tensió va arribar quan Víktor Iúsxenko, ignorant els recomptes oficials, es va autoproclamar president d'Ucraïna en el parlament, un cop finalitzada la sessió i, per tant, amb valor purament simbòlic. En aquells moments era difícil preveure cap on podia dirigir-se el conflicte, ja que ningú sabia si les forces armades i policials intervindrien, fins al punt que el president del parlament, Vladimir Livtin, va declarar que “s'havia impedir que Ucraina es desplacés cap a un conflicte civil”.
El 28 de novembre el parlament ucraïnès va aprovar una resolució en què es pronunciava a favor de “la invalidació del segon torn electoral, marcat per les violacions i que no reflecteix la voluntat del poble”, també demana la dimissió dels membres de la Comissió Electoral Central, tot i que el parlament no té potestat per anul·lar les eleccions si que aquesta decisió té un fort valor moral.
El 2010 Ianukòvitx es va convertir en successor de Iúsxenko

## Context

### Assassinat de Gongadze/Crisi de Kuchmagate

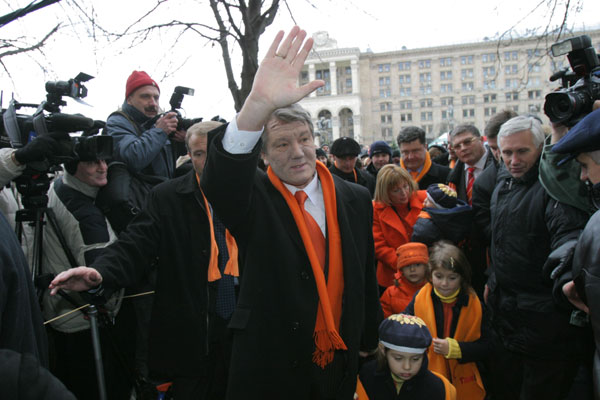
Iúsxenko durant la Revolució Taronja contra el frau electoral (novembre de 2004).

Georgiy Gongadze, un periodista ucraïnès i el fundador del diari Ukrayinska Pravda (un diari publicat a Internet reconegut per publicar notícies i reportatges sobre la corrupció o conductes poc ètiques de polítics ucraïnesos) va ser segrestat i assassinat l'any 2000. Encara que ningú va acusar el president ucraïnès, Leonid Kuchma d'haver-ho assassinat personalment, rumors persistents van suggerir que aquest n'havia ordenat l'assassinat. Aquest homicidi va donar inici a un moviment en contra de Kuchma l'any 2000, el qual pot ser vist com l'origen de la Revolució taronja de 2004. Després de dos mandats de presidència (1994-2005) i l'Escàndol del Casset de 2000 que va arruïnar la seva imatge irreparablement, Kuchma va decidir no presentar-se per un tercer mandat a les eleccions de 2004 i, en el seu lloc, va donar el seu suport al primer ministre Víktor Ianukòvitx en la carrera presidencial en contra de Víktor Iúsxenko del bloc d'auto-defensa de La nostra Ucraïna.

### Causes de la Revolució Taronja
L'estat d'Ucraïna durant l'elecció presidencial de 2004 és considerada com una «condició ideal» per a l'esclat del públic. Durant aquest temps els ucraïnesos es trobaven impacients en estar esperant una transformació política i econòmica del país. Els resultats de les eleccions van ser considerats com a fraudulents i com el «clau en el taüt» dels esdeveniments que li van precedir.

### Factors que van possibilitar la Revolució Taronja
El règim ucraïnès es trobava en el poder abans que la Revolució Taronja creés el camí perquè emergís una societat democràtica. Ucraïna es trobava basada en un «règim autoritari competitiu», considerat com un «règim híbrid», permetent l'aparició d'una democràcia i d'una economia de mercat. El frau en les eleccions va emfatitzar el desig dels ciutadans ucraïnesos per tenir un govern de tipus plural. L'Escàndol del Casset va alimentar el desig públic per dur a terme un moviment de reforma social. No sols va anar reduint l'estima dels ucraïnesos per Kuchma com a president, sinó també per l'elit en general. A causa del comportament de Kuchma, aquest va perdre molts dels seus simpatitzants amb alts càrrecs en el govern. Molts dels oficials del govern que es trobaven del seu costat van passar a recolzar per complet la campanya electoral de Iúsxenko, i també les seves idees en general.
Després que una clara falta de fe en el govern va anar-se instal·lant progressivament entre la població ucraïnesa, la participació de Iúsxenko va ser cada vegada més important en la revolució. Iúsxenko era un líder carismàtic que no demostrava signes de corrupció. Aquest es trobava al mateix nivell que els seus votants, presentant les seves idees en un estil no soviètic. Els vots per part de la joventut ucraïnesa van ser extremadament importants en el resultat de l'elecció presidencial de 2004. Aquesta nova onada de gent jove posseïa idees diferents d'aquelles de les principals figures d'Ucraïna, tenint forts qüestionaments respecte a l'habilitat de Leonid Kutxma per a conduir el país.
L'abundància de joves que van ser partícips d'aquest moviment va demostrar el creixent sentiment de nacionalisme que s'estava desenvolupant al país. La Revolució Taronja va tenir l'impacte suficient per a atrapar l'interès de la població, tant joves com adults.